# Albert I z Namur
Albert I (ur. ok. 950, zm. 1011) - pierwszy hrabia Namur w latach 998-1011.
Był synem Roberta I, hrabiego Lomme, pierwszego hrabiego Namur. 
Ożenił się z Ermengarda, córka Karola, księcia Dolnej Lotaryngii. Miał z nią co najmniej czworo dzieci: synów Roberta II i Alberta II oraz córki Ludgardę i Jadwigę.